# Morethia lineoocellata
Espèce
Synonymes
- Ablepharus lineoocellatus Duméril & Bibron, 1839
- Morethia anomalus Gray, 1845

Morethia lineoocellata est une espèce de sauriens de la famille des Scincidae.

## Répartition
Cette espèce est endémique d'Australie-Occidentale en Australie.

## Publication originale
- Duméril & Bibron, 1839 : Erpétologie Générale ou Histoire Naturelle Complète des Reptiles. vol. 5, Roret/Fain et Thunot, Paris, p. 1-871 (texte intégral).